# Lins Lima de Brito
Lins Lima de Brito (Camaçari, 11 september 1987) is een Braziliaans voormalig voetballer die als aanvaller speelde.

## Carrière
Lins speelde tussen 2008 en 2013 voor AD São Caetano, Criciúma EC en Grêmio. Hij tekende in 2014 bij Gamba Osaka in de J1 League. In 2014 werd de J1 League, J.League Cup en Beker van de keizer gewonnen. In 2016 keerde hij terug naar Brazilië waar hij voor Figueirense FC en AA Ponte Preta ging spelen. Hij tekende in 2017 bij Ventforet Kofu in de J1 League. Hij tekende in 2018 bij FC Tokyo. Hierna kwam hij uit voor Beijing Sport University FC. Lins beëindigde zijn spelersloopbaan in 2019.